# Ruth Charney
Ruth Michele Charney (nascida em 1950)  é uma matemática americana conhecida por seu trabalho em teoria geométrica de grupos e grupos de Artin.

## Educação
Charney frequentou a Brandeis University, graduando-se em matemática em 1972.
Após sua graduação em Princeton, Charney assumiu uma posição de pós-doutorado na University of California, Berkeley, seguida por uma posição de pós-doutorado / professora assistente da NSF na Yale University. Ela trabalhou para a Ohio State University até 2003.
Em 2019, ela foi eleita presidente da American Mathematical Society no biênio 2021–2023.